# Notaden bennettii
El sapo crucifijo (Notaden bennettii) es una especie de anfibio anuro de la familia Limnodynastidae. Se encuentra en Australia (oeste de Nueva Gales del Sur y suroeste de Queensland).
Su nombre común se debe al dibujo en forma de cruz encontrado en el lomo del animal.
Cuando le amenazan se levanta sobre sus patas e infla el cuerpo.